# Diocesi di Yei
La diocesi di Yei (in latino: Dioecesis Yeiensis) è una sede della Chiesa cattolica nel Sudan del Sud suffraganea dell'arcidiocesi di Giuba. Nel 2022 contava 238.500 battezzati su 487.000 abitanti. È retta dal vescovo Alex Lodiong Sakor Eyobo.

## Territorio
La diocesi comprende due contee: quella di Mundri, nello stato dell'Equatoria Occidentale; e la contea di Yei, nello stato dell'Equatoria Centrale. 
Sede vescovile è la città di Yei, dove si trova la cattedrale di Cristo Re.
Il territorio si estende su 46.000 km² ed è suddiviso in 9 parrocchie.

## Storia
La diocesi è stata eretta il 21 marzo 1986 con la bolla In Dominico agro di papa Giovanni Paolo II, ricavandone il territorio dalla diocesi di Rumbek.

## Cronotassi dei vescovi
Si omettono i periodi di sede vacante non superiori ai 2 anni o non storicamente accertati.
- Erkolano Lodu Tombe (21 marzo 1986 - 11 febbraio 2022 ritirato)
- Alex Lodiong Sakor Eyobo, dall'11 febbraio 2022

## Statistiche
La diocesi nel 2022 su una popolazione di 487.000 persone contava 238.500 battezzati, corrispondenti al 49,0% del totale.
| anno | popolazione | popolazione | popolazione | presbiteri | presbiteri | presbiteri | presbiteri                | diaconi | religiosi | religiosi | parrocchie |
| anno | battezzati  | totale      | %           | numero     | secolari   | regolari   | battezzati per presbitero | diaconi | uomini    | donne     | parrocchie |
| ---- | ----------- | ----------- | ----------- | ---------- | ---------- | ---------- | ------------------------- | ------- | --------- | --------- | ---------- |
| 1990 | 52.125      | 245.000     | 21,3        | 4          | 4          |            | 13.031                    |         |           |           | 5          |
| 1997 | 170.810     | 440.700     | 38,8        | 13         | 12         | 1          | 13.139                    |         | 1         |           | 6          |
| 2000 | 174.200     | 445.000     | 39,1        | 20         | 16         | 4          | 8.710                     |         | 5         |           | 7          |
| 2001 | 176.400     | 446.400     | 39,5        | 14         | 12         | 2          | 12.600                    |         | 3         |           | 10         |
| 2003 | 219.100     | 448.200     | 48,9        | 17         | 14         | 3          | 12.888                    |         | 3         | 4         | 10         |
| 2004 | 220.000     | 450.100     | 48,9        | 16         | 14         | 2          | 13.750                    |         | 2         | 4         | 8          |
| 2010 | 249.126     | 519.343     | 48,0        | 21         | 16         | 5          | 11.863                    |         | 6         | 4         | 7          |
| 2012 | 348.620     | 740.250     | 47,1        | 18         | 14         | 4          | 19.367                    |         | 5         | 6         | 7          |
| 2014 | 410.200     | 833.965     | 49,2        | 17         | 11         | 6          | 24.129                    |         | 8         | 7         | 8          |
| 2017 | 416.571     | 851.599     | 48,9        | 5          | 5          |            | 83.314                    |         |           |           | 9          |
| 2020 | 231.950     | 472.600     | 49,1        | 6          | 6          |            | 38.658                    |         |           |           | 9          |
| 2022 | 238.500     | 487.000     | 49,0        | 7          | 7          |            | 34.071                    |         |           |           | 9          |